# 庫基利尼亞
49°58′10″N 28°47′17″E / 49.96944°N 28.78806°E
庫基利尼亞（烏克蘭語：Кукільня），是烏克蘭的村落，位於該國北部日托米爾州，由別爾季切夫區負責管轄，始建於1805年，面積1.26平方公里，2001年人口368，人口密度每平方公里292.99人。